# Leader of the House of Lords

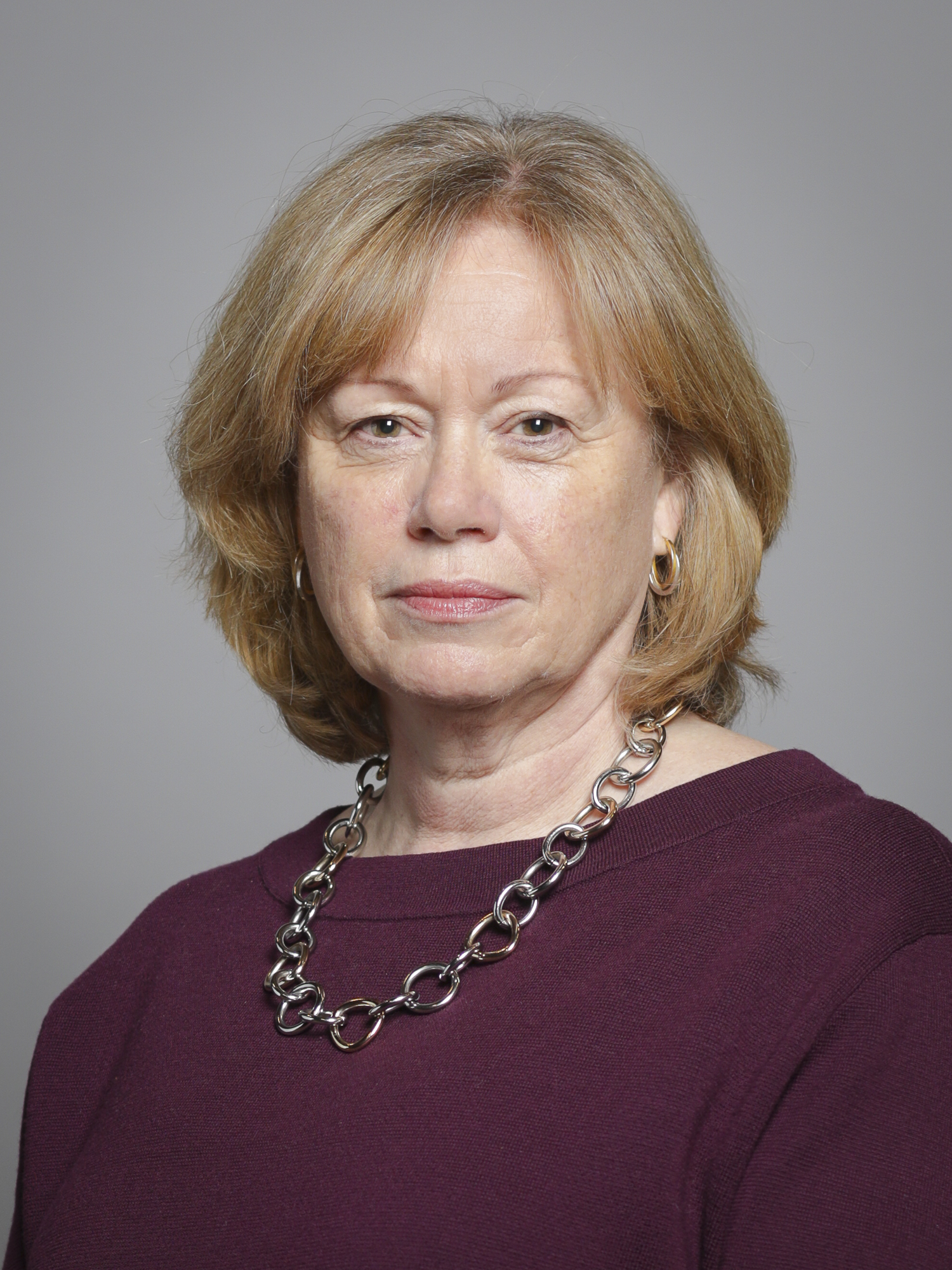
Angela Smith, Baroness Smith of Basildon

Das Amt des Leader of the House of Lords (deutsch „Führer des Oberhauses“) ist eine Position innerhalb der Regierung des Vereinigten Königreiches Großbritannien und Nordirland. Inhaber seit Juli 2024 ist Baroness Smith of Basildon von der Labour Party.

## Funktion
Da die Position nicht gesetzlich verankert ist und der Amtsinhaber auch nicht offiziell von der Krone ernannt wird, wird sie mit einer anderen verknüpft. Die Amtsinhaber halten aus diesem Grund normalerweise zugleich eine weitere Position inne, heutzutage normalerweise Lord Privy Seal, Lord President of the Council oder Chancellor of the Duchy of Lancaster.
Das Büro des Leader of the House of Lords wird dem Cabinet Office zugerechnet. Mit dem Leader of the House of Commons gibt es eine deckungsgleiche Position im Unterhaus, Amtsinhaberin dort ist, Stand September 2022, Penny Mordaunt. Beide Ämter werden zusammenfassend als Leader of the House  bezeichnet. Ihre Inhaber zählen zwar nicht zum Kabinett, nehmen aber gleichwohl an dessen Sitzungen teil. Obwohl die Leader of the House of Lords somit Vertreter ihrer Partei sind, haben sie zugleich eine Verantwortlichkeit gegenüber dem Oberhaus und repräsentieren dieses als Ganzes. Während es im Unterhaus die Rolle des Speaker of the House of Commons gibt, wurde im Oberhaus erstmals 2006 ein Lord Speaker gewählt. Bis dahin waren dessen Aufgaben ebenfalls vom Leader of the House of Lords übernommen worden. Bei der Erfüllung seiner Aufgaben hat der Leader of the House of Lords auch einen Stellvertreter (Deputy). Derzeitiger Deputy (Stand November 2019) ist Frederick Curzon, 7. Earl Howe.

## Geschichte

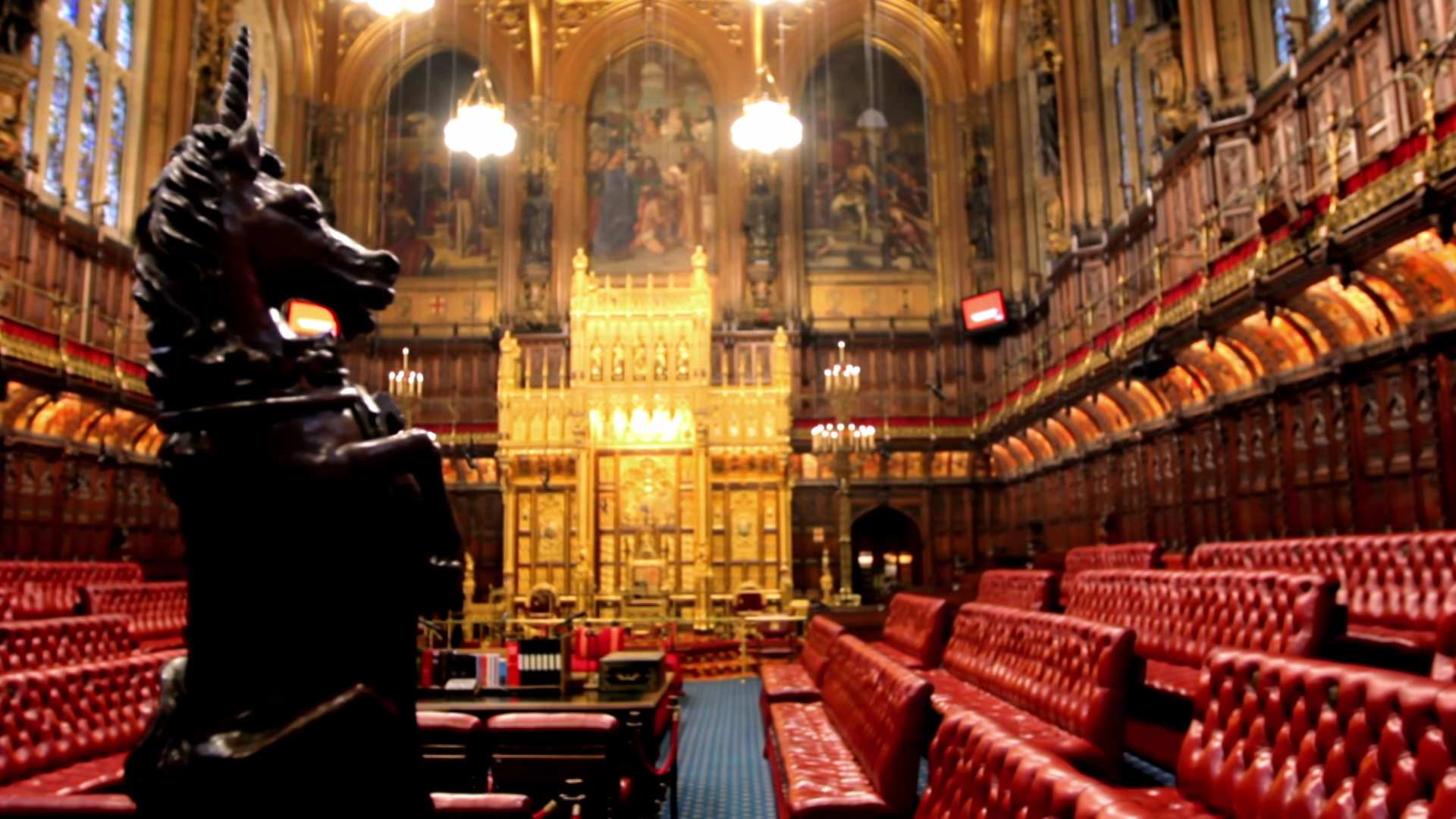
Das britische Oberhaus

Die Bezeichnung etablierte sich zu Beginn des 19. Jahrhunderts, die Funktion ist aber bereits älter und wurde erstmals im Jahr 1689 erwähnt. Oft war die Position von einem ranghohen Mitglied der Regierung ausgeübt worden; saß der Premierminister im Oberhaus, übernahm er gewöhnlich auch die Funktion des Leader of the House of Lords. Dies war letztmals bis 1902 der Fall, als der 3. Marquess of Salisbury zugleich Premierminister, Außenminister und Leader of the House of Lords war. Saß der Premierminister dagegen im Unterhaus, wurde die Position des Leader of the House of Lords mit einem wichtigen anderen Amt verknüpft, meist dem Amt des Außenministers. Durch den Bedeutungsverlust des Oberhauses durch den Parliament Act 1911 wird das Amt seit 1966 mit einem der traditionellen, gleichwohl inzwischen weniger wichtigen Ämter des Great Officers of State verknüpft. Die erste Frau in der Position des Leader of the House of Lords war Janet Young, Baroness Young von 1981 bis 1983.